# 中国共产党东莞市委员会
中国共产党东莞市委员会，简称中共东莞市委，是中国共产党在广东省东莞市的领导机关。
中共东莞市委由中国共产党东莞市代表大会选举产生。在代表大会闭会期间，执行中国共产党中央委员会的指示和中国共产党东莞市代表大会的决议，领导东莞市的工作，定期向中国共产党广东省委员会报告工作。
中国共产党东莞市委员会常务委员会是中共东莞市委的常设机关，由市委全体会议选举，在市委全体会议闭会期间行使市委职权。

## 沿革
1940年6月，中共东莞县委成立。

## 职责
根据《中国共产党地方委员会工作条例》，中国共产党地方委员会主要实行政治、思想和组织领导，承担下列职能：
1. 对本地区重大问题作出决策。
2. 通过法定程序使党组织的主张成为地方性法规、地方政府规章或者其他政令。
3. 加强对本地区宣传思想文化工作的领导，牢牢掌握意识形态工作领导权、话语权。
4. 按照干部管理权限任免和管理干部，向地方国家机关、政协组织、人民团体、国有企事业单位等推荐重要干部。
5. 支持和保证人大、政府、政协、法院、检察院、人民团体等依法依章程独立负责、协调一致地开展工作，发挥这些组织中党组的领导核心作用。
6. 加强对本地区群团工作和统一战线工作的领导。
7. 动员、组织所属党组织和广大党员，团结带领群众实现党的目标任务。

## 机构设置
根据《东莞市机构改革方案》，中国共产党东莞市委员会设置党委机构（正县处级）17个。中共东莞市委设置以下机构：
- 中共东莞市纪律检查委员会监察委员会机关
- 中共东莞市委办公室

### 职能部门
- 中共东莞市委组织部
- 中共东莞市委宣传部
- 中共东莞市委统一战线工作部
- 中共东莞市委政法委员会
- 中共东莞市委社会工作部

（市委办公室加挂市档案局牌子；市委组织部加挂市公务员局牌子；市委宣传部加挂市新闻出版局（市版权局）牌子；市委统一战线工作部加挂市民族宗教事务局、市侨务局牌子。）

### 办事机构
- 中共东莞市委政策研究室
- 中共东莞市委网络安全和信息化委员会办公室
- 中共东莞市委外事工作委员会办公室
- 中共东莞市委机构编制委员会办公室
- 中共东莞市委军民融合发展委员会办公室
- 中共东莞市委台港澳工作办公室
- 中共东莞市委巡查工作领导小组办公室
- 中共东莞市委老干部局

（市委审计委员会办公室设在市审计局；市委教育工作领导小组办公室设在市教育局；市委全面深化改革委员会办公室设在市委政策研究室；市委全面依法治市办公室设在市司法局；市委网络安全和信息化委员会加挂市互联网信息办公室牌子；市委外事工作委员会办公室与市外事局合署办公；市委农村工作办公室设在市农业农村局；市委机构编制委员会办公室归口市委组织部管理；市委国家安全委员会办公室设在市委办公室；市委军民融合发展委员会加挂市人民防空办公室牌子；市委台港澳工作办公室加挂市台港澳事务局牌子，归口市委统一战线工作部管理；市委老干部局归口市委组织部管理。）

### 派出机关
- 中共东莞市委直属机关工作委员会

（市委教育工作委员会与市教育局合署办公，不计入机构限额。）

### 工作机关管理的机关
- 中共东莞市委机要和保密局，由市委办公室管理。

（市委机要和保密局加挂市国家保密局、市密码管理局牌子。）

### 直属事业单位
- 中共东莞市委党校
- 东莞日报社（东莞报业传媒集团）
- 中共东莞市委党史研究室
- 东莞市档案馆

（中共东莞市委党校加挂东莞市行政学院、东莞市社会主义学院牌子。）

## 历届组成人员

### 市委书记
- 欧阳德（1988年2月－1994年4月）
- 李近维（1994年4月－2001年4月）
- 佟星（2001年4月－2006年2月）
- 刘志庚（2006年5月－2011年11月）
- 徐建华（2011年12月－2016年4月）
- 吕业升（2016年4月－2018年3月）
- 梁维东（2018年3月－2021年5月）
- 肖亚非（2021年5月－2024年10月）
- 韦皓（2024年10月－）

### 现任领导
| 姓名   | 职务                | 出生年月           | 籍贯     | 性别 | 民族 | 其他职务                                                      |
| ------ | ------------------- | ------------------ | -------- | ---- | ---- | ------------------------------------------------------------- |
| 韦皓   | 书记                | 1971年10月（53歲） |          | 男   | 汉族 |                                                               |
| 吕成蹊 | 副书记 常务委员     | 1969年9月（55歲）  | 陕西岐山 | 男   | 汉族 | 东莞市人民政府市长 · 中共东莞市人民政府党组书记               |
| 梁杰钊 | 政法委书记 常务委员 | 1971年11月（53歲） | 广东东莞 | 男   | 汉族 |                                                               |
| 武一婷 | 宣传部部长 常务委员 | 1978年9月（46歲）  |          | 女   | 回族 |                                                               |
| 陈志伟 | 统战部部长 常务委员 | 1967年10月（57歲） | 广东东莞 | 男   | 汉族 | 中共中国人民政治协商会议广东省东莞市委员会党组副书记          |
| 刘光滨 | 常务委员            | 1971年1月（54歲）  | 广东饶平 | 男   | 汉族 | 东莞市人民政府副市长                                          |
| 王雪竹 | 组织部部长 常务委员 | 1972年9月（52歲）  |          | 女   | 汉族 |                                                               |
| 周楠生 | 市纪委书记 常务委员 |                    |          | 男   | 汉族 | 东莞市监察委员会主任 · 中共东莞市委巡查工作领导小组组长       |
| 曾坚朋 | 常务委员            | 1980年1月（45歲）  | 广东兴宁 | 男   | 汉族 | 东莞市人民政府常务副市长                                      |
| 黄桥法 | 秘书长              | 1971年6月（53歲）  | 广东东莞 | 男   | 汉族 | 中共东莞市委机关二级巡视员 · 中共东莞市东城街道工作委员会书记 |